# Deutsch-Samoa
Deutsch-Samoa war von 1900 bis 1914 (de facto) bzw. 1919 (de jure) eine deutsche Kolonie im westlichen Teil der Samoainseln. Sie umfasste mit den Inseln Upolu, Savaiʻi, Apolima und Manono das Gebiet des heutigen Staates Samoa. Deutsch-Samoa war, abgesehen vom Pachtgebiet Kiautschou in China, das einzige deutsche Kolonialgebiet im asiatisch-pazifischen Raum, das getrennt von Deutsch-Neuguinea verwaltet wurde.
1914 wurde das Gebiet von neuseeländischen Truppen besetzt, unter deren Militärverwaltung gestellt und 1919 gemäß den Bestimmungen des Friedensvertrags von Versailles als C-Mandat des Völkerbundes der Verwaltung Neuseelands übertragen. Westsamoa verblieb nach dem Zweiten Weltkrieg als UN-Treuhandgebiet unter der Aufsicht Neuseelands, von dem es 1962 wieder in die Unabhängigkeit entlassen wurde. Im amtlichen Sprachgebrauch wurde die Kolonie nur Samoa, nicht Deutsch-Samoa genannt.

## Geschichte
Im Jahre 1722 betrat der Niederländer Jakob Roggeveen als erster Europäer Samoa. Die United States Exploring Expedition unter Charles Wilkes erreichte 1839 die Inselgruppe und ernannte John C. Williams zum Handelsagenten der Vereinigten Staaten auf Samoa. Die Briten setzten 1847 George Pritchard, einen Missionar von der London Missionary Society (Londoner Missionsgesellschaft), als Konsul ein. Da Samoa ein wichtiger Stützpunkt auf dem Seeweg vom Panamakanal (eröffnet 1914) nach China und Australien war, wurde es von Großbritannien, den Vereinigten Staaten und dem Deutschen Reich beansprucht.
Ab den ausgehenden 1850er Jahren gelang es Hamburger Kaufleuten innerhalb weniger Jahre, sich gegenüber der britischen, australischen und amerikanischen Konkurrenz eine Vorrangstellung zu erarbeiten.
Der Leiter der Hauptagentur des Hamburger Handelshauses Joh. Ces. Godeffroy & Sohn in der samoanischen Hauptstadt Apia, Theodor Weber, wurde am 28. April 1864 zum hamburgischen Konsul in Apia ernannt.
1868 wurde er Konsul des Norddeutschen Bundes und 1872 Konsul des Deutschen Reichs für Samoa und Tonga. Weber, der im Laufe der Jahre ein beachtliches Privatvermögen erwarb, machte das Handelshaus durch den Ankauf von 30.000 ha fruchtbarem Land auf Upolu zum größten Grundbesitzer in Samoa.
Am 16. Juli 1878 besetzten Einheiten der Korvette Ariadne unter dem Befehl von Kapitän Karl Bartholomäus von Werner die Dörfer Saluafuata und Falealili auf Upolu und hissten dort die deutsche Flagge. Damit begann die deutsche Verwicklung in einen Kolonialkonflikt mit den USA und Großbritannien um die Inselgruppe. In den Jahren 1878 und 1879 schlossen Großbritannien, die USA und Deutschland Handelsverträge mit Samoa.

### Machtkämpfe um Samoa

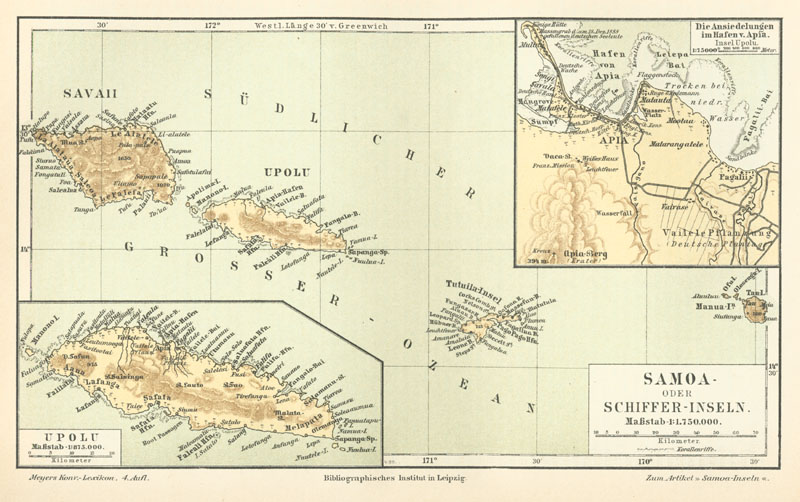
Karte der Samoa-Inseln mit dem Hauptort Apia, um 1890

1879 griffen die drei an Samoa interessierten Mächte (Three Powers) in Konflikte zwischen den Samoanern ein, um dem von ihnen bevorzugten Anwärter auf die Königswürde Malietoa Talavou im Streit um die Macht zum Sieg zu verhelfen. Am 2. September 1879 erklärten die Three Powers Apia und das die Stadt umgebende Gebiet zur neutralen Zone unter der gleichberechtigten, gemeinsamen Verwaltung der Konsuln dieser Staaten. Diese Munizipalverwaltung hatte die Aufgabe, den Handel der Europäer zu schützen und die Beziehungen zwischen Europäern und Samoanern zu ordnen.
Der deutsche Reichskanzler Otto von Bismarck ließ am 14. April 1880 eine Gesetzesvorlage, die Samoa-Vorlage, in den Reichstag einbringen, nach der das Deutsche Reich der Disconto-Gesellschaft und weiteren Investoren eine auf 4,5 % festgesetzte Zinsrate garantieren sollte, um das infolge seiner Unternehmungen in Samoa bankrotte Handelshaus Joh. Ces. Godeffroy & Sohn übernehmen zu können. Eine Mehrheit im Reichstag lehnte den Antrag ab. Der Deutschen Handels- und Plantagengesellschaft der Südsee-Inseln zu Hamburg (DHPG) gelang es trotz des fehlenden Rückhalts aus der Politik mit dem Kapital privater Investoren, die samoanischen Besitzungen der Firma Joh. Ces. Godeffroy & Sohn mit ihren ausgedehnten Kokospalmenplantagen zu übernehmen. Die Deutsche Handels- und Plantagengesellschaft kontrollierte um 1877 fast die Hälfte der landwirtschaftlichen Anbaufläche Samoas.
Am 10. März 1881 setzten die drei Mächte den hauptsächlich von den Briten unterstützten Malietoa Laupepa als Nachfolger des am 9. November 1880 verstorbenen Malietoa Talavou als Vertragskönig ein, der von den Deutschen favorisierte Tupua Tamasese Titimaea sowie der im Kampf um die Macht zumindest anfänglich von den Amerikanern geförderte Mata'afa Iosefo opponierten. Im Juli 1887 verlief eine Samoa-Konferenz zwischen dem Deutschen Reich, Großbritannien und den Vereinigten Staaten in Washington ergebnislos, da die anderen Mächte ein deutsches Mandat über Samoa nicht anerkennen wollten.
Seit 1880 herrschte unter den Samoanern Streit um die Führung im Lande. Traditionell gab es keine zentrale Königsmacht in Samoa. Verschiedene Mata'i (Familienoberhäupter) kämpften um die Oberherrschaft. Die Spannungen zwischen den lokalen Mächtegruppierungen und ihren Schutzmächten führten 1887–1889 und 1893/94 zu bürgerkriegsähnlichen Konflikten.
Wegen einer Schlägerei auf einer Kaisergeburtstagsfeier am 22. März 1887 in Apia zwischen Europäern und samoanischen Ehrengästen, darunter Anhängern des Malietoa Laupepa, ließ der deutsche Konsul Heinrich Becker Laupepa entmachten und am 17. Juli 1887 über Kamerun und Hamburg nach Jaluit deportieren. Becker machte Tupua Tamasese Titimaea zum Vertragskönig und den Artillerieleutnant Eugen Brandeis zu dessen Ratgeber. Am 24. August 1887 besetzte die deutsche Marineinfanterie Apia. Tupua Tamasese wurde unter dem Salut deutscher Kriegsschiffe zum König erklärt.

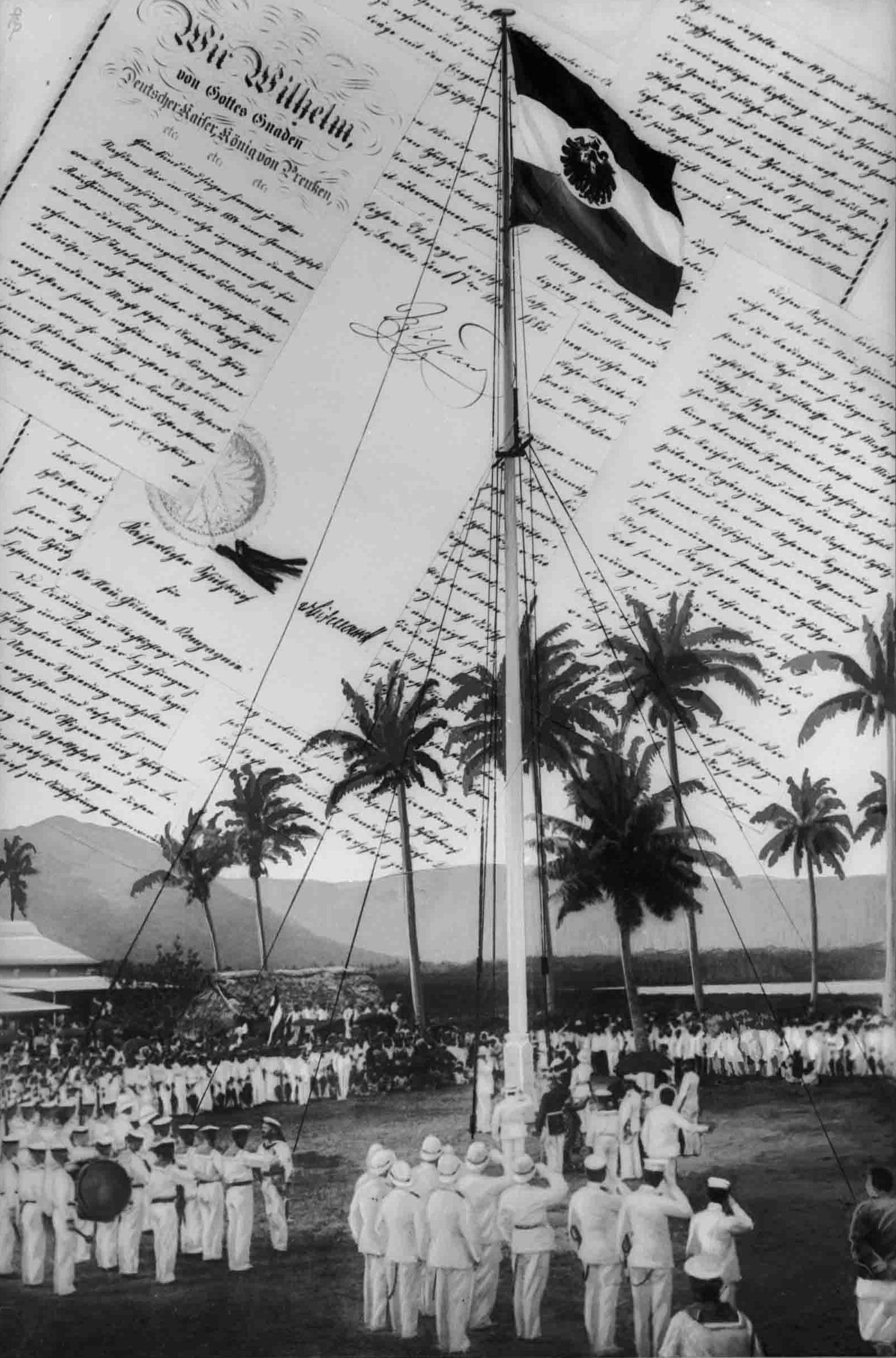
Flaggenhissung auf Samoa am 1. März 1900 (Fotomontage mit dem kaiserlichen Schutzbrief im Hintergrund)

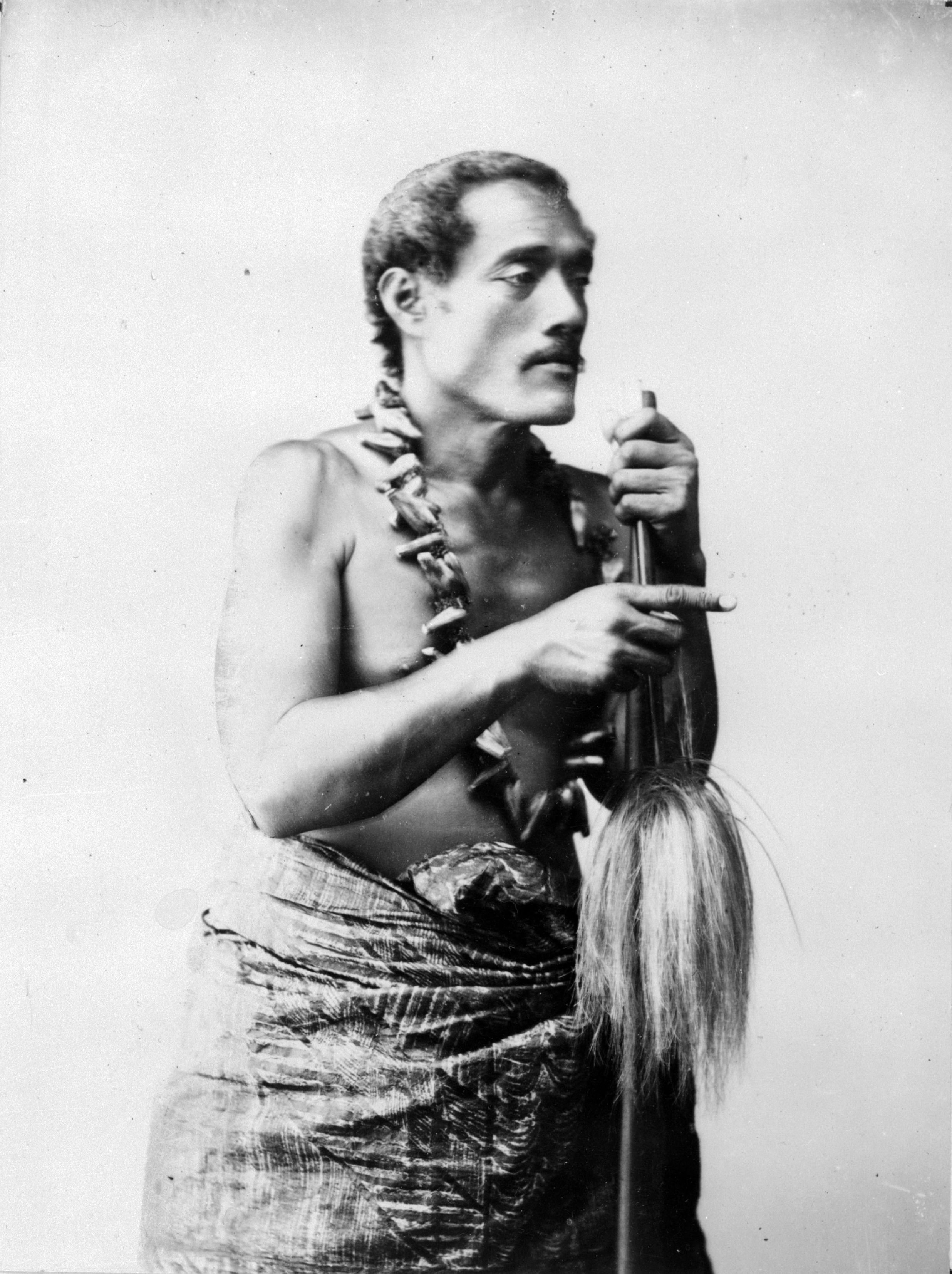
Lauaki Namulauulu Mamoe, Anführer der Mau-a-Pule-Bewegung von 1909

10-jähriges Jubiläum der Flaggenhissung auf Samoa am 1. März 1910

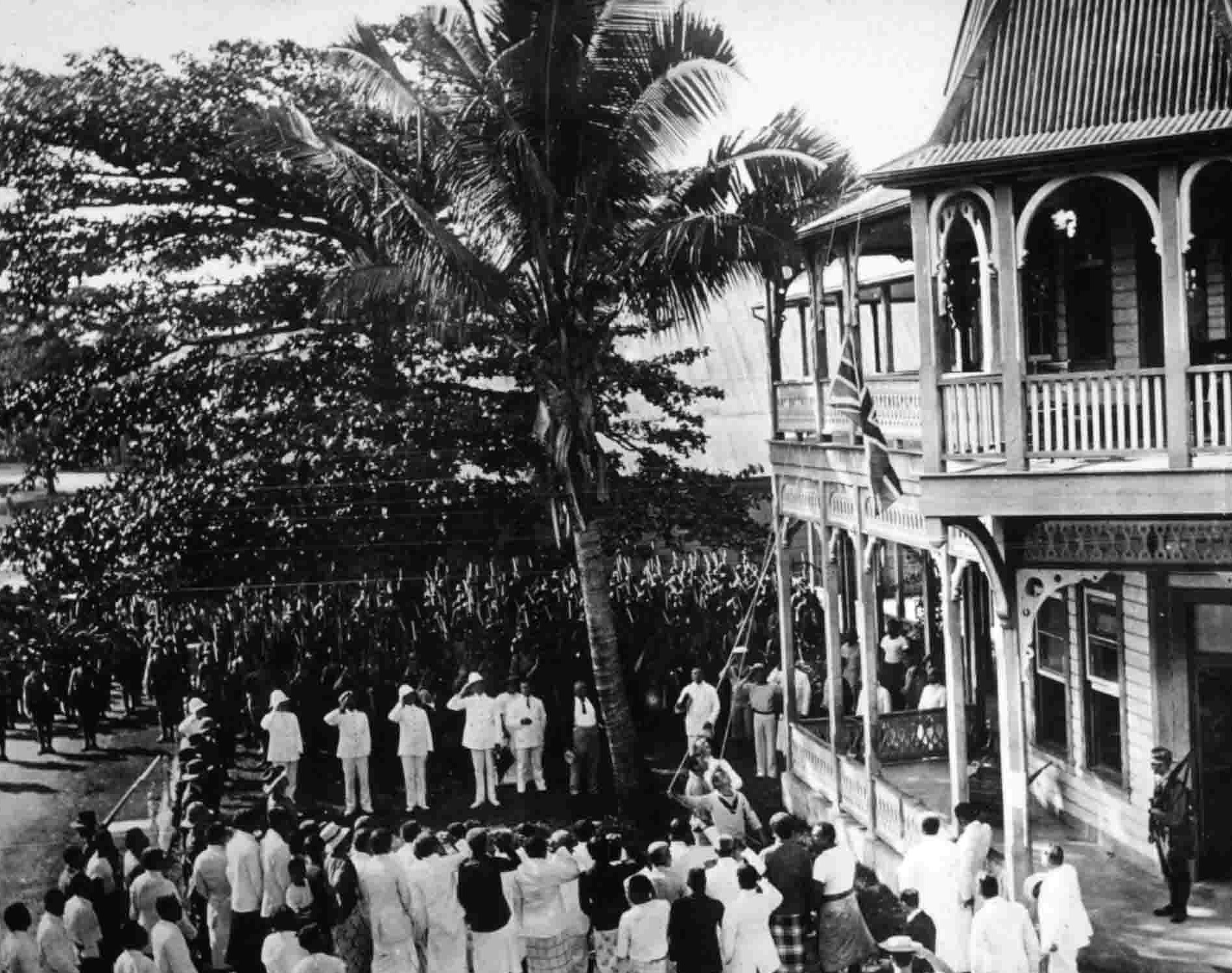
Hissung des Union Jack auf Samoa, 30. August 1914

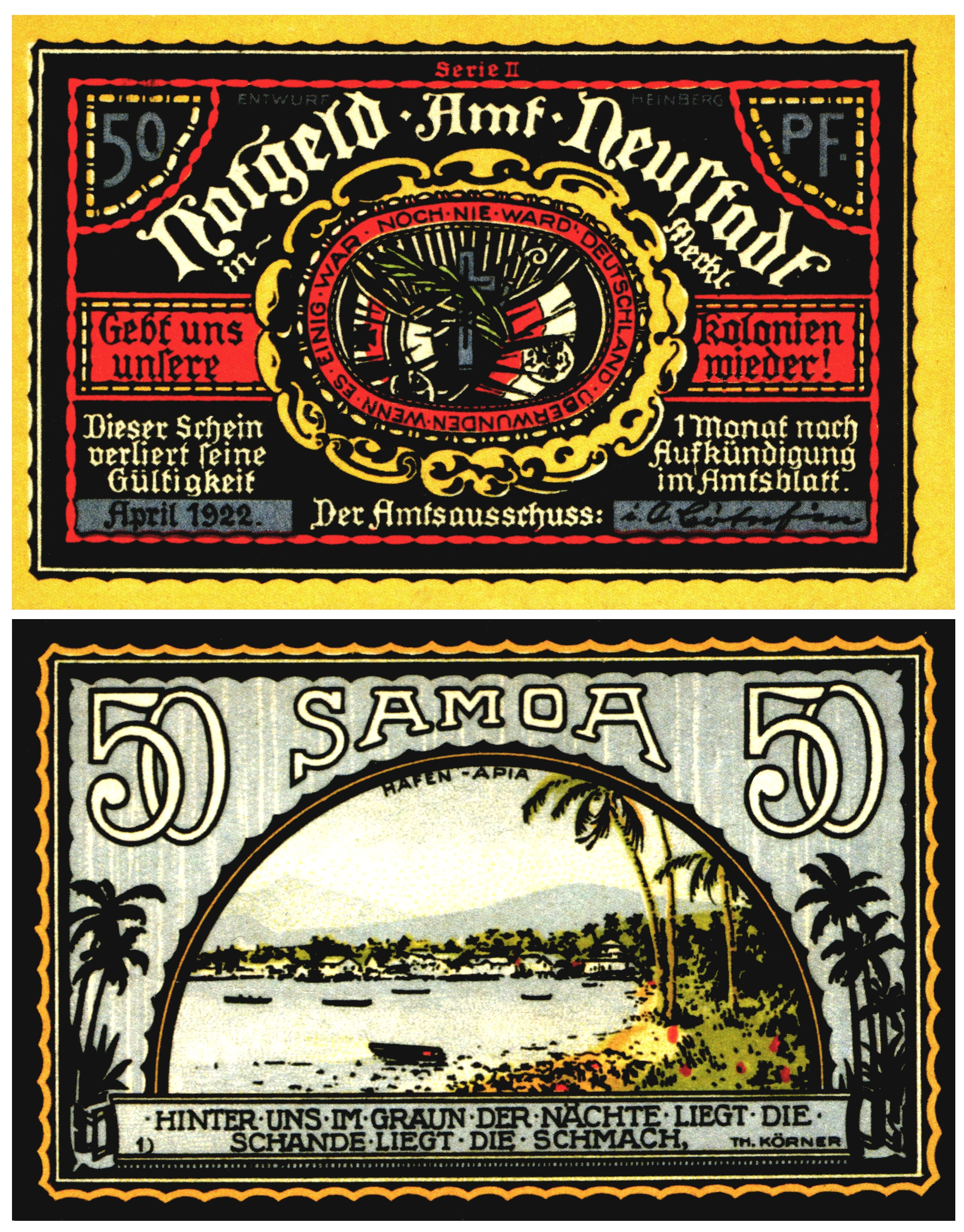
Notgeldschein von 1922, in dessen Text der Verlust der deutschen Kolonie beklagt wird.

In der Nacht vom 8. zum 9. Januar 1889 zerstörte ein wahrscheinlich von Anhängern Mata'afas unter der Führung des Amerikaners John Klein gelegter Brand das deutsche Konsulat und einen großen Teil Apias. Als der deutsche Konsul Wilhelm Knappe am 19. Januar 1889 eigenmächtig den Kriegszustand ausrief und der Kommandant des Kanonenbootes Adler das Oberkommando in Apia übernahm, drohten der englische und amerikanische Konsul mit Gegenmaßnahmen. Knappe wurde vom Reichskanzler Bismarck, der dessen Forderung nach sofortiger Annexion als „Ab irato (im Zorn) gehandelt“ ablehnte, abberufen. Sein Nachfolger wurde Oscar Wilhelm Stübel. Auch die Amerikaner beriefen ihren Konsul sowie den Kommandanten ihrer Korvette Adams, Capitain Leary, ab.
Am 8. November 1889 setzten die drei Mächte den Malietoa Laupepa wieder als König ein.
In der gespannten Situation wäre es zu bewaffneten Auseinandersetzungen gekommen, hätte nicht am 15./16. März 1889 der Zyklon von Samoa mehrere schon kampfbereite Kriegsschiffe zerstört sowie 52 amerikanische und 93 deutsche Seeleute das Leben gekostet. Die Naturkatastrophe brachte die geschwächten Konkurrenten an den Verhandlungstisch.

### Tridominium
Auf der Konferenz von Berlin vom Juni 1889 wurden die langjährigen Machtkämpfe durch die Vereinbarungen der Samoa-Akte zunächst beigelegt. Es entstand ein formal unabhängiges Königreich Samoa unter der gemeinsamen Verwaltung der Three Powers. Die drei Großmächte beschlossen, das neutrale Territorium um Apia in einen Munizipaldistrikt umzuwandeln. Die Rechtsprechung lag in der Hand der Briten und Amerikaner, während dem Munizipalrat ein deutscher Beamter vorstand. Erster Munizipalpräsident wurde Arnold Freiherr Senfft von Pilsach. Dieses Tridominium funktionierte mehr schlecht als recht bis 1899.
Im August 1898 starb Malietoa Laupepa. Sein langjähriger Konkurrent Mata'afa Iosefo kehrte auf einem deutschen Kriegsschiff aus dem Exil von den Marschall-Inseln zurück und wurde von den Samoanern mit Unterstützung der deutschen Truppen zum Tupu ausgerufen.
Die angelsächsischen Mächte unterstützten in den folgenden Thronwirren den Sohn des verstorbenen Malietoa Laupepa, Malietoa Tanumafili I. Im Januar 1899 brach in Apia Krieg aus. Britische und amerikanische Schiffe, die USS Philadelphia, die HMS Royalist und die HMS Porpoise, beschossen im März 1899 die Hauptstadt, da sich abzeichnete, dass der deutsche Protegé Mata'afa sich durchsetzen würde. Am 23. März 1899 wurde Tanumafili zum Gegenkönig gekrönt.
Um zu verhindern, dass der Konflikt zwischen Deutschen auf der einen, Amerikanern und Briten auf der anderen Seite eskalierte, kam im Mai 1899 eine Kommission von Vertretern der drei Kolonialmächte nach Samoa. Auf der USS Badger im Hafen von Apia handelten C. N. E. Eliot, zweiter Sekretär des britischen Botschafters in Washington, Bartlett Tripp, ehemaliger Botschafter der Vereinigten Staaten in Österreich-Ungarn, und der deutsche Diplomat Hermann Speck von Sternburg ein Abkommen über die Aufteilung Samoas aus.
Im selben Jahr wurde dem deutschen Staatsmann Wilhelm Solf, wahrscheinlich von britischer Seite, vorgeschlagen, sich auf den Posten des Munizipalpräsidenten zu bewerben. Er traf am 3. Mai 1899 auf Samoa ein und wurde am 6. August 1899 in das Amt gewählt.

### Deutsche Kolonie
Die Auseinandersetzung um Samoa wurde mit dem Samoa-Vertrag vom 14. November 1899 endgültig geklärt.
Großbritannien zog sich auf Grund des im Oktober 1899 ausgebrochenen Burenkrieges aus Samoa zurück, sodass Ostsamoa (Tutuila, Manuainseln, Rose-Atoll, Swains Island) amerikanischer Besitz wurde und bis heute blieb, während Westsamoa an das Deutsche Reich fiel. Die USA unterzeichneten den Samoa-Vertrag am 2. Dezember 1899 in Washington. Der Austausch der Ratifikationsurkunden fand am 16. Februar 1900 statt. Mit Erlass vom 17. Februar 1900 wurden die Samoa-Inseln westlich des 171. Längengrades westlicher Länge unter „deutschen Schutz“ gestellt. Am 1. März 1900 wurde auf der Halbinsel Mulinu’u bei Apia als Zeichen der Inbesitznahme Westsamoas die Reichsflagge gehisst. Die erste Amtshandlung des neuen Gouverneurs Wilhelm Solf war die Abschaffung der Königsherrschaft und die Einsetzung Mata'afa Iosefos, der die breite Mehrheit der Bevölkerung hinter sich hatte, zum Ali'i Sili (Höchster Häuptling). Mata'afa wurde eine Honoratiorenversammlung (Faipule) zur Seite gestellt, die sich aus den lokalen Distriktvorstehern und den Vertretern der angesehenen samoanischen Familien zusammensetzte.
Bereits 1903 musste sich Solf gegen Angriffe aus den Reihen der deutschen Siedler zur Wehr setzen, die seine Amtsführung kritisierten. Da sich die Hoffnungen der deutschen Einwanderer auf schnellen Profit nicht erfüllt hatten, zog Richard Deeken, der Präsident der Deutschen Samoagesellschaft, Solfs persönliche Eignung für das Amt des Gouverneurs in Zweifel. Nach Deekens Meinung setzte sich Solf nicht genug für die Interessen der Kleinsiedler ein und bevorzugte die Deutsche Handels- und Plantagen-Gesellschaft. Der von Richard Deeken geführte Pflanzerverein forderte die Einsetzung einer Militärregierung auf Samoa und die Einführung einer Arbeitspflicht für alle Samoaner. Erst Ende 1904 konnte Solf sich gegen Deekens Einfluss im Reichstag durchsetzen und dessen Verbannung und Verurteilung zu einer Haftstrafe in Deutschland wegen Misshandlungen chinesischer Kulis erreichen.
1904 gründete der Halbsamoaner Pullack, Sohn eines deutschen Zollbeamten aus Apia, eine samoanische Kopra-Handelsgesellschaft, die sogenannte Oloa-Bewegung oder Cumpani, durch die sich die Samoaner aus der ökonomischen Abhängigkeit der Deutschen zu lösen versuchten. Dieser Angriff auf das deutsche Handelsmonopol bedrohte die wirtschaftlichen Grundlagen der Kolonialmacht. Bald trat ein deutlicher Verlust für die von Weißen geleiteten Plantagen ein. Obwohl Pullack unter der Anklage des Betrugs deportiert wurde, endete die Oloa-Bewegung erst 1905.
Der Mau-Aufstand von 1909 war nicht grundsätzlich gegen die deutsche Herrschaft gerichtet, die von den meisten Samoanern positiv beurteilt wurde. Er war nur lose organisiert und nutzte traditionelle Spannungen unter den samoanischen Familienverbänden aus. Lauaki Namulauulu Mamoe (auch Lauati genannt) scharte eine große Anzahl an Kämpfern um sich, deren Ziel die Ablösung Mata'afa Iosefos durch Malietoa Tanumafili I. (1879–1939) war. Als es im März 1909 zu Gefechten zwischen den verfeindeten Parteien kam, ließ Solf drei deutsche Kriegsschiffe zwischen den Inseln patrouillieren. Solf unterdrückte den Lauati-Aufstand gewaltlos mit diplomatischen Mitteln. Es gelang ihm, die Aufständischen durch Verhandlungen von ihren Plänen abzubringen. Lauati ergab sich am 1. April 1909 und wurde mit 71 weiteren Kämpfern der Mau a Pule nach Saipan auf den Marianen in die Verbannung geschickt.
Als Mata'afa am 6. Februar 1912 starb, wurde die Position eines Tupu endgültig aufgehoben. Zwei einflussreiche Häuptlinge wurden zu Ratgebern des Gouverneurs ernannt, der an ihren Rat oder ihre Vorschläge jedoch in keiner Weise gebunden war.

### Erster Weltkrieg
Der Erste Weltkrieg in Samoa beendete die deutsche Kolonialherrschaft über die Inseln binnen weniger Wochen. Ein von Gouverneur Erich Schultz-Ewerth am 5. August 1914 einberufener, um Vertreter der Siedler und Familienverbände erweiterter Gouvernementsrat beschloss, einer militärischen Besetzung Deutsch-Samoas keinen Widerstand entgegenzusetzen. Die Kolonialverwaltung ließ all ihre wichtigen Dokumente und ihr Geld auf den Postdampfer Staatssekretär Solf verladen und sandte das Schiff nach Pago Pago im benachbarten und neutralen Amerikanisch-Samoa. Das Schiff traf dort am 6. August 1914 ein, nur zwei Tage nach der britischen Kriegserklärung an Deutschland, und wurde von den US-amerikanischen Behörden interniert.

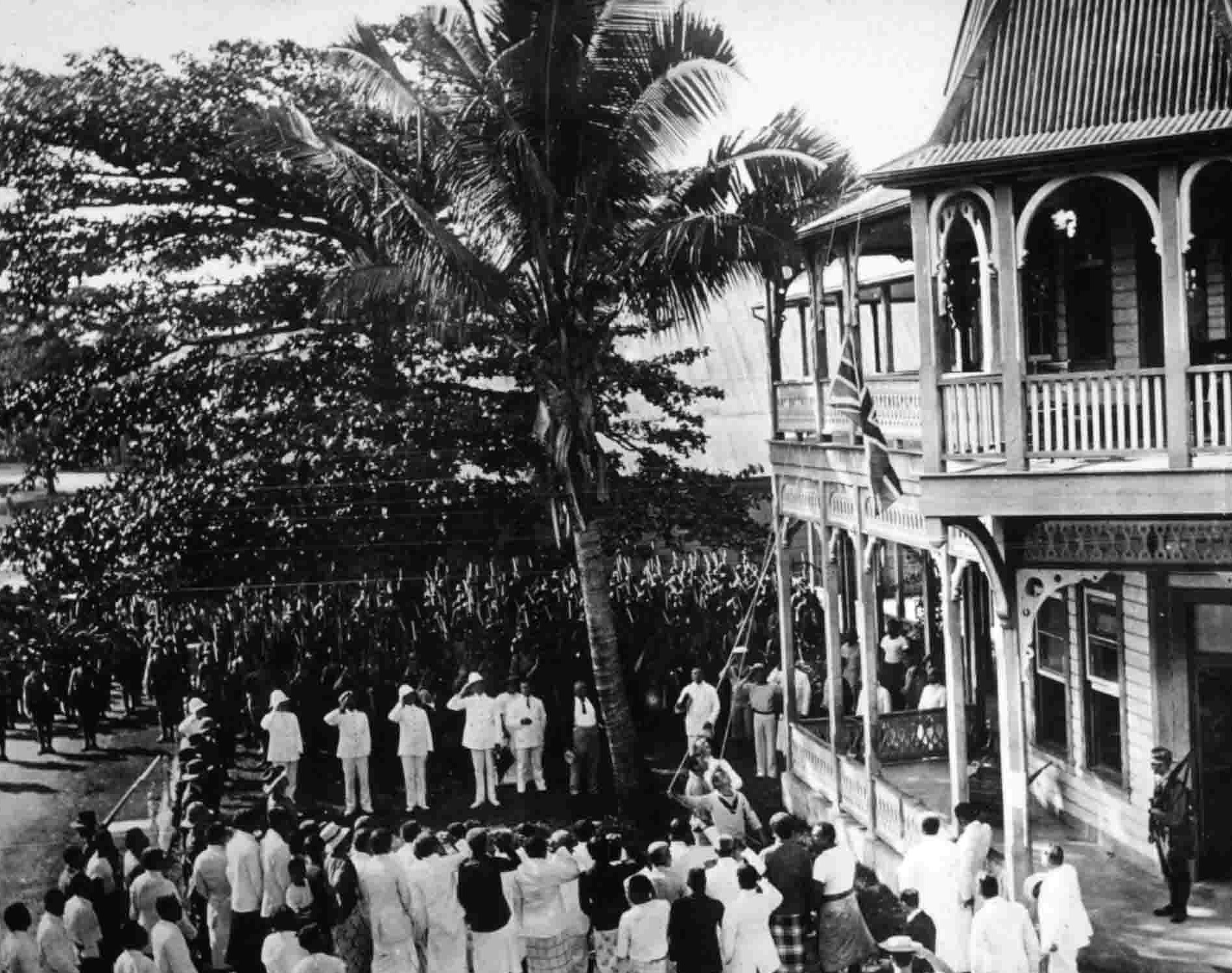
Hissung des Union Jack in Apia, 30. August 1914

Am 27. August 1914 fuhr die New Zealand Expeditionary Force, bestehend aus dem Schlachtkreuzer Australia, den Leichten Kreuzern Melbourne und Sydney, dem französischen Panzerkreuzer Montcalm, den neuseeländischen Leichten Kreuzern Psyche, Philomel und Pyramus und den beiden Frachtern Moeraki und Monowai der Union Steam Ship Company von Fidschi nach Apia. Die Flotte traf dort am Morgen des 29. August ein. Nachdem der Hafen vergeblich nach Minen abgesucht worden war, landeten etwa 1500 neuseeländische Soldaten auf Upolu. Der Stellvertreter des Gouverneurs, Oberrichter Tecklenburg, ließ dem britischen Kommandanten der Expeditionsstreitkräfte mitteilen, dass Apia eine offene Stadt sei, daher nicht beschossen werden dürfe und der Gouverneur abwesend sei – der sich im Nachbarort Vaitele befand. Die Frist für die bedingungslose Übergabe wurde daraufhin zwar geringfügig verlängert, die deutsche Kolonie aber schließlich kampflos besetzt.
Da es keine förmliche Kapitulation gab, wurde der deutsche Gouverneur nach Auckland deportiert und ab 17. September 1914 auf der Quarantäneinsel Motuihe festgehalten. Am Strand von Apia wurden Geschütze in Stellung gebracht und an den Straßenkreuzungen niedrige Schützengräben ausgehoben. Die Neuseeländer verkündeten die Weitergeltung deutschen Rechts und sicherten den deutschen Beamten zunächst die Weiterbeschäftigung in ihren Positionen bei vollem Gehalt zu. Zwischen dem 7. und 12. September 1914 legten alle deutschen Beamten, die noch in neuseeländischen Diensten verblieben waren, ihre Ämter nieder, um nicht als Helfer der Besatzung gelten zu müssen. Am 12. September 1914 wurden sie nach Neuseeland gebracht und interniert. Da die deutsche Funkstation vor der Besetzung unbrauchbar gemacht worden war, bauten die Neuseeländer eine eigene Funkanlage in den bestehenden Funkturm ein, erzielten aber eine geringere Reichweite. Am 14. September 1914 erschienen die Großen Kreuzer des ostasiatischen Kreuzergeschwaders, Gneisenau und Scharnhorst vor Upolu. Bei Mulifanua wurden der dortige deutsche Aufseher und ein Pflanzer an Bord genommen. Sie hielten eine Unterredung mit Maximilian von Spee, bevor dieser die Fahrt in Richtung Südamerika fortsetzte. Der von manchen Deutschen erhoffte und von den Neuseeländern befürchtete Kampf blieb aus. Deutsche Kolonisten, die bereits aufgebrochen waren, um sich Spee als Verstärkung und Wegweiser zur Verfügung zu stellen, wurden in die Kriegsgefangenschaft abgeführt.
Aus Neuseeland kam Ersatz für die deutschen Beamten. Neuseeländische Offiziere und Zivilbeamte holten zum großen Teil ihre Ehefrauen nach. Für die Deutschen wurde eine Meldepflicht und Polizeistunde festgesetzt, selbst eine Verdunklung wurde verhängt. An Weihnachten 1914 plünderten die neuseeländischen Soldaten die Bars und Geschäfte Apias auf der Suche nach Alkohol, da die von ihnen erbetene Alkoholfreiheit von ihren Vorgesetzten abgelehnt worden war. Anfang April 1915 wurden die überwiegend junge, unerfahrene Besatzungstruppe durch 150 ältere Neuseeländer zwischen 40 und 45 Jahren ersetzt. Eine geplante Internierung aller Deutschen der Insel wurde auf Intervention des samoanischen Oberhauptes Tupua Tamasese Lealofi I, der als deutschfreundlich galt, zunächst abgewendet. Dennoch wurden nach und nach weitere deutsche Staatsbürger und ihre Familienangehörigen in neuseeländische Kriegsgefangenschaft verbracht. Am 25. April 1916 mussten auf Befehl der Besatzungsbehörden alle verbliebenen Deutschen ihre Geschäfte schließen und ihre Warenlager auflösen. Dies bedrohte nun auch die selbstständige Existenz der letzten deutschen Pflanzer, die von den deutschen Ladeninhabern zuvor großzügig Kredit gewährt bekommen hatten.

## Geplante Symbole für Deutsch-Samoa
Im Jahr 1914 wurde ein Wappen sowie eine Flagge für Deutsch-Samoa geplant, jedoch aufgrund des Kriegsbeginns nicht mehr eingeführt.

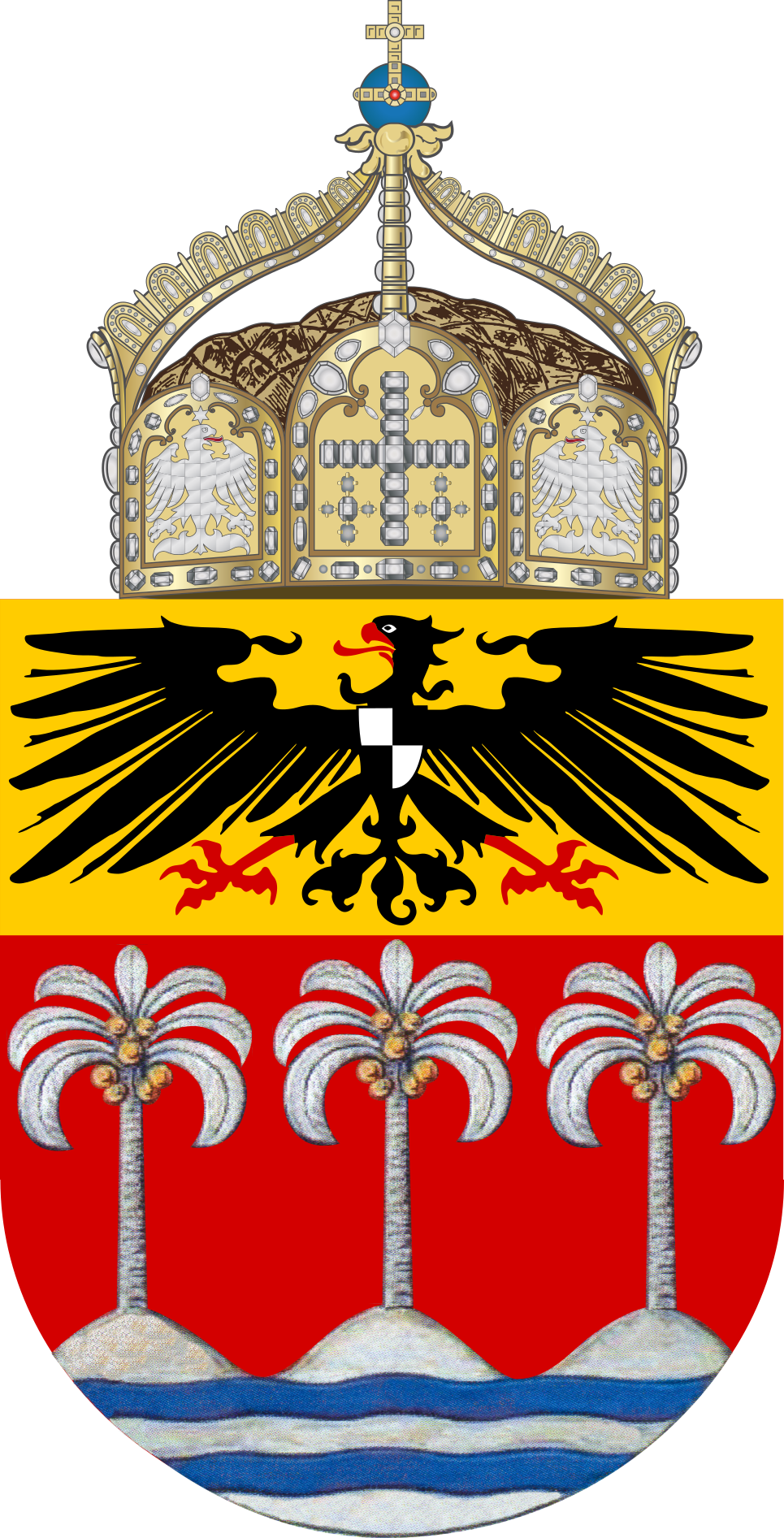
Geplantes Wappen
Erster Entwurf für eine geplante Flagge
Zweiter Entwurf für eine geplante Flagge

## Bevölkerung
1911 lebten auf den Inseln ca. 33.500 einheimische und 557 europäische Einwohner (darunter 329 Deutsche und 132 Engländer), 1025 sog. „Mischlinge“ und 1546 Chinesen.
Die deutsche Kolonialverwaltung verwehrte die Kreditvergabe an Samoaner und untersagte ihnen das Glücksspiel sowie den Handel mit Alkohol und Waffen. Um Streitigkeiten zu beenden, setzte Solf am 28. Februar 1903 eine sogenannte „Land- und Titelkommission“ aus Sachverständigen für europäisches Recht und samoanische Konventionen und Regularien ein, die Rechtsansprüche überprüfte und die Landrechte der Einheimischen gegenüber deutschen Siedlern zu stärken versuchte. Die Kommission trug außerdem zum Schutz der traditionellen samoanischen Werte bei.
Auf ein Bittgesuch der Mata'i vom 25. Juni 1903 veranlasste Solf die generelle Befreiung der Samoaner von Arbeitsleistungen für Europäer. Hierauf holten europäische Pflanzer vermehrt chinesische Kontraktarbeiter (sogenannte „Kulis“) als günstige Arbeitskräfte in die Kolonie. Diese klagten häufig über unwürdige Arbeitsbedingungen, da sie täglich zehn und mehr Stunden auf den Feldern zubringen mussten, ohne die Plantagen verlassen zu dürfen. Zudem machten die Farmer regelmäßig von der Prügelstrafe Gebrauch, die an den Einheimischen untersagt war. Erst im Dezember 1909 wurde, nach einem diplomatischen Eingriff der Regierung Chinas, die Prügelstrafe auch für chinesische Arbeiter in Deutsch-Samoa abgeschafft.

## Wirtschaft und Infrastruktur

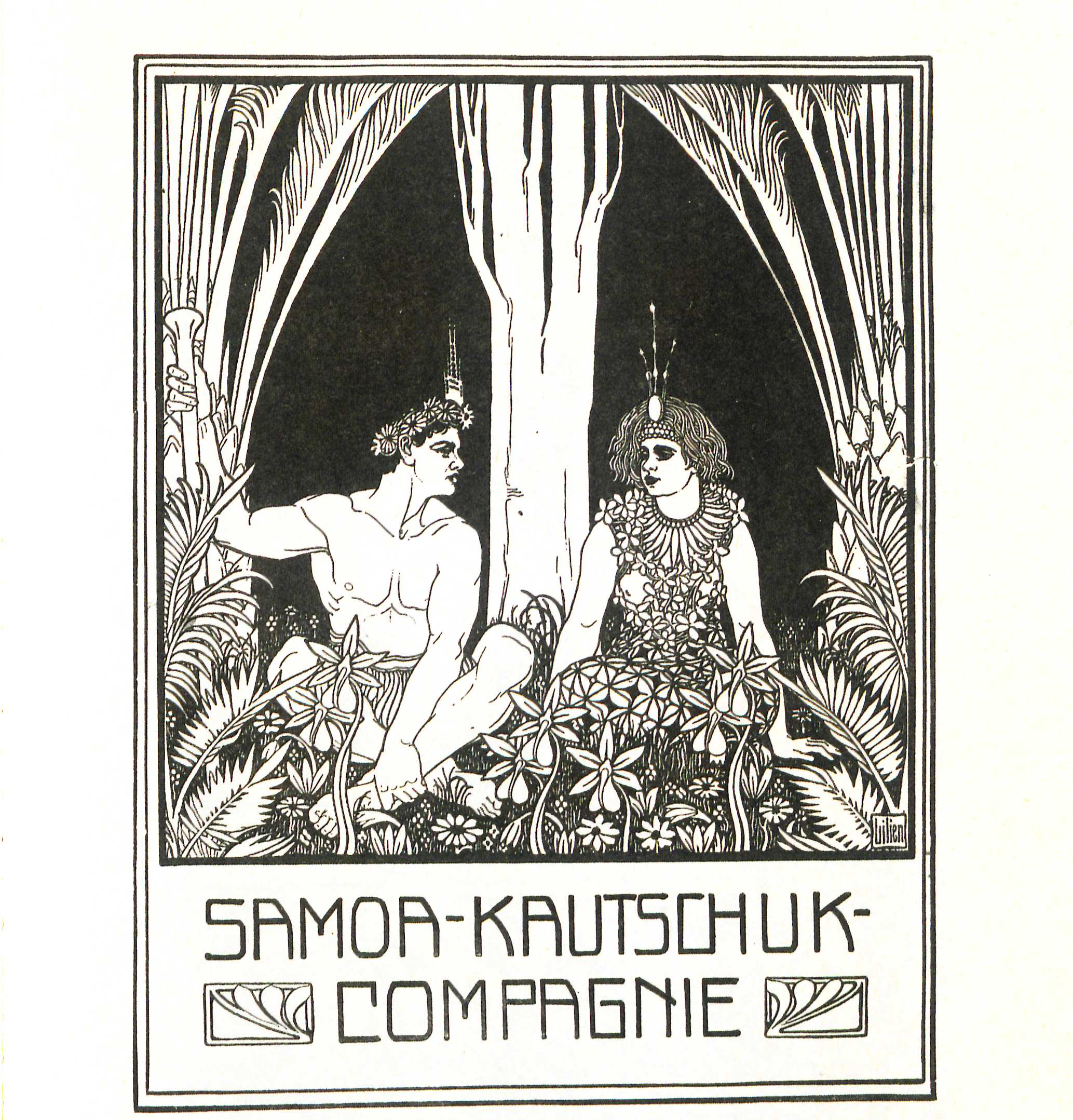
E. M. Lilien: Werbeplakat (1905)

Die Grundlage der samoanischen Wirtschaft waren die Kokosnussplantagen und Baumwollpflanzungen, Hauptexportgüter waren Kopra und Kakao. Auf den Inseln wurden auch Kautschuk, Bananen, Kaffee, Tabak, Gemüse und Früchte angebaut. Wilhelm Solf ordnete an, dass jede samoanische Familie jährlich 50 Kokospalmen auf ihren brachliegenden Ländereien anzupflanzen hatte. Die Zuschüsse aus Berlin, die in den ersten acht Jahren der deutschen Herrschaft erforderlich gewesen waren, wurden nach 1908 nicht mehr benötigt. Die einzige weitere deutsche Kolonie, die ohne Zuschüsse aus dem Reich existieren konnte, war Togoland. Beide Schutzgebiete galten daher als sogenannte „Musterkolonien“. Die Kolonialherren förderten den Aufbau des öffentlichen Schulsystems. Bis 1914 entstanden auf Samoa 320 Schulen, in denen zweisprachig, Deutsch und Samoanisch, unterrichtet wurde.
Am 26. Januar 1902 wurde das Regierungsschiff O le Aeto (Der Adler) in Apia stationiert, das aber 1903 abbrannte. Ein Regierungshospital für Europäer eröffnete am 9. Dezember 1903, ein Krankenhaus für Samoaner, einschließlich einer angegliederten Poliklinik, im Januar 1905 in Motootua. Samoanische Frauen erhielten eine Ausbildung zu Krankenschwestern.
Am 23. Oktober 1906 wurde das örtliche Fernsprechnetz Apias in Betrieb genommen. 1904 erfolgte dort die Umstellung der Straßenbeleuchtung von Petroleumlaternen auf Gaslicht. 1913 begann Telefunken mit dem Bau einer Telegrafen-Großfunkstation in Tafaigata, etwa 8 Kilometer von Apia. Für den Materialtransport wurde eine eigene Schmalspureisenbahn aufgebaut. Die Arbeiten konnten bis zum Beginn des Ersten Weltkriegs weitgehend abgeschlossen werden. Der Bau eines Elektrizitätswerkes und einer Wasserleitung kamen aber nicht über die Vorarbeiten hinaus.

## Kolonialverwaltung

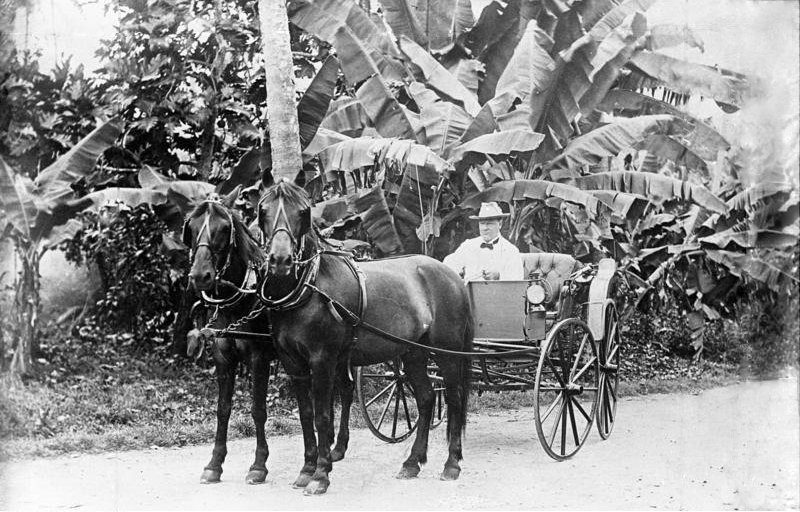
Gouverneur Wilhelm Solf in Apia im Jahr 1910

Am 14. August 1900 wurde die Selbstverwaltung der Samoaner feierlich eingeführt. Die Samoaner regelten interne Angelegenheiten eigenständig. Der Samoa-Vertrag beinhaltete die Abschaffung des Amtes des Tupu (Oberhäuptling), das in den Jahren 1880 bis 1900 immer wieder für Streit gesorgt hatte. Wilhelm Solf verhandelte mit den Häuptlingen um die inneren Verhältnisse Samoas neu zu ordnen. Mata'afa erhielt den Titel eines „Höchsten Häuptlings“ (samoanisch: Ali'i Sili), welcher als Mittler zwischen Gouverneur und Bevölkerung dienen sollte. Der Rat der Mata'i (samoanisch: Faipule) sollte den Alii Sili unterstützen. Kaiser Wilhelm II. wurde das neue Oberhaupt Samoas und erhielt den offiziellen Titel Tupu Sili. Solf teilte die beiden Inseln in elf Distrikte ein, denen je ein Häuptling sowie ein Richter vorstand. Er ernannte je einen Mata'i zum Oberhaupt eines Dorfes, der juristische und exekutive Funktionen wahrnahm und berief im August 1905 statt der Häuptlingsräte Tumua und Pule einen Beirat aus den Oberhäuptern der mächtigsten Familienverbände (Fono o Faipule). Auf einer traditionellen Versammlung (samoanisch: Fono) wurden Mata'afa sowie die Distrikthäuptlinge als deutsche Beamte vereidigt. Der Gouvernementsrat der aus dem Munizipalrat entstand, war faktisch ein beratender Bürgerausschuss.
Die im Jahr 1901 eingeführte Kopfsteuer wurde ausschließlich für Zwecke der samoanischen Selbstverwaltung eingesetzt und auch von den Samoanern verwaltet.
Zur Selbstverwaltung gehörte auch eine eigene Gerichtsbarkeit. Auf Samoa gab es, wie auf Neuguinea, keine kaiserliche Schutztruppe, sondern nur Polizeikräfte, die Fitafita genannt wurden. Die Polizeitruppe bestand aus 30 Mann, hauptsächlich Söhne der Mata'i und wurde von einem deutschen Polizeimeister geführt. Die Fitafita war hauptsächlich für den Ordonnanzdienst, den Dienst als Bootsmannschaften, Hilfspolizisten, Ehrenwachen und Postboten vorgesehen. 20 bis 25 Landespolizisten standen als polizeiliche Vollzugs- und Sicherheitsorgane zur Verfügung.
Ein besonderes Merkmal der deutschen Kolonialverwaltung Samoas waren die Elemente der Internationalität. Eingaben konnten in englischer Sprache an die Verwaltung gerichtet werden. Die Antworten waren in der Regel auf Deutsch abgefasst. Englisch war Gerichtssprache und in der „deutschen“ Schule hatte das Englische eine bevorzugte Stellung. Bis 8. August 1914 bestimmte auf Savaiʻi ein britischer Staatsangehöriger, Richard Williams, als deutscher beamteter Amtmann die Richtlinien der Verwaltung. Ab 1901 erschien die deutschsprachige Samoanische Zeitung.
Solf formulierte in einem Brief vom 25. November 1901 an den ehemaligen Kaiserlichen Kommissar auf den Marshallinseln, Ernst Schmidt-Dargitz, den Kern seiner Politik: „Alle Radikalmittel sind von Übel, Zeit und Güte und Gerechtigkeit sind die besten Regierungsmittel in Samoa.“
Die deutsche Kolonialgeschichte Samoas wird von den Historikern aus weltanschaulichen Gründen, je nach ideologischer Ausrichtung, unterschiedlich bewertet. Die Beendigung der Bürgerkriege, der Schutz samoanischen Landes außerhalb von Apia vor Veräußerung an Nichtsamoaner und die Einrichtung des „Land- und Titelgerichts“ zur Regelung zweifelhafter Ansprüche (Anlage von Grundbüchern) wirken bis in die Gegenwart und werden von der Mehrzahl der Kolonialhistoriker zu den Erfolgen der deutschen Kolonialverwaltung gezählt.
Ein großer Teil der Kolonialhistoriker beurteilt die von Wilhelm Solf als Gouverneur geleitete Kolonialverwaltung als eine der fortschrittlichsten und humansten der damaligen Zeit. Die von Solf eingeführte Selbstverwaltung sowie die friedliche Koexistenz von Einheimischen und deutschen Siedlern war Anfang des 20. Jahrhunderts einmalig und im Kern erfolgreich. Die Behandlung der Einheimischen war im Vergleich zu anderen Kolonien zwar relativ human; im Gegensatz dazu stand die Behandlung der 2000 chinesischen Kontraktarbeiter um 1914: Sie mussten harte Arbeit verrichten und wurden von den Einheimischen abgelehnt. Außerdem trieb der Gouverneur Solf die Segregation zwischen Samoanern und Kontraktarbeitern voran, wobei sich hier die rassistische Vorstellung der Wertigkeit von Menschen zeigte.
Andere Historiker sehen in Samoa, der „Perle der Südsee“, vor allem ein Mittel zum nationalen Prestigegewinn im internationalen Vergleich.
„Als Fazit bleibt die Beobachtung, dass die deutsche Kolonialverwaltung in Samoa aus einer Mischung von verklärend-romantisierenden (,Schutz‘ der Samoaner und ihrer ,naturverhafteten‘ Kultur), diskriminierenden (samoanische, chinesische, melanesische ,Inferiorität‘, Verweigerung deutscher Rechte) und machtpolitischen Motiven (begrenzte samoanische Selbstverwaltung) Rassismus praktizierte.“